# Saint-Aubin-sur-Gaillon
Saint-Aubin-sur-Gaillon település Franciaországban, Eure megyében. Lakosainak száma 2164 fő (2022. január 1.). Saint-Aubin-sur-Gaillon Champenard, Gaillon, Saint-Pierre-la-Garenne, Saint-Pierre-de-Bailleul, Saint-Julien-de-la-Liègue, Sainte-Colombe-près-Vernon, Villez-sous-Bailleul és Clef-Vallée-d'Eure községekkel határos.

## Népesség
A település népessége az elmúlt években az alábbi módon változott:
| Lakosok száma | 662  | 1135 | 1249 | 1603 | 1821 | 1871 | 1989 | 2093 | 2171 | 2164 |
|               | 1968 | 1982 | 1990 | 2006 | 2013 | 2015 | 2017 | 2019 | 2020 | 2022 |